# Sinibotia superciliaris
Sinibotia superciliaris és una espècie de peix de la família dels cobítids i de l'ordre dels cipriniformes.

## Morfologia
Cos sinuós, flexible, amb 8-9 franges verticals fosques i de 15 cm de llargària màxima. Cap amb 4-5 línies groguenques. L'extrem de l'aleta pelviana no arriba a l'anus. Aleta dorsal amb una franja fosca i ampla. Aleta caudal amb 2-3 franges fosques, obliqües i amples.

## Ecologia
És un peix d'aigua dolça, demersal i de clima subtropical (20 °C-26 °C), el qual viu a la Xina: la conca del riu Mekong a Yunnan i la conca mitjana del riu Iang-Tsé a Guizhou, Hunan i l'oest de Sichuan. Comparteix el seu hàbitat amb Coreius guichenoti, Rhinogobio ventralis, Saurogobio dabryi, Xenophysogobio boulengeri, Garra imberba, Pseudogyrinocheilus prochilus, Glyptothorax fokiensis, Silurus asotus i Pseudobagrus vachellii.
Es nodreix de larves d'efemèrids i de Coleoptera. Viu en àrees afectades per la construcció de preses i la contaminació de l'aigua. És inofensiu per als humans.